# Petite Rivière de l’Anse La Raye
Der Petite Rivière de l’Anse La Raye ist ein Fluss an der Westküste der Karibikinsel St. Lucia. Er trägt den Namen des gleichnamigen Ortes und der Bucht und mündet nur ca. 150 m nördlich des größeren Grande Rivière de l’Anse La Raye.

## Geographie
Der Fluss entspringt im Zentrum der Insel im Gebiet des Quarters Anse-la-Raye. Er verläuft zunächst nach Norden, bildet die Wasserfälle River Rock Waterfalls (⊙) und verläuft dann in nordwestlicher Richtung, bis er im Ort Anse-la-Raye ans Meer kommt und im Norden der Anse La Raye Bay ins Karibische Meer mündet.